# Hinesville
Hinesville es una ciudad ubicada en el condado de Liberty en el estado estadounidense de Georgia. En el censo de 2000, su población era de 30.392.

## Demografía
En el 2000 la renta per cápita promedia del hogar era de $35,013, y el ingreso promedio para una familia era de 36,221. El ingreso per cápita para la localidad era de $14,300. Los hombres tenían un ingreso per cápita de $27,135 contra $20,813 para las mujeres.

## Geografía
Hinesville se encuentra ubicado en las coordenadas 31°49′57″N 81°36′42″O / 31.83250, -81.61167 (31.832442, -81.611703).
Según la Oficina del Censo, la localidad tiene un área total de 42,3 km² (16,3 mi²), de la cual 42 km² (16,2 mi²) es tierra y 0,3 km² (0 mi²) (0.10%) es agua.